# Antologia en vivo
Antologia en vivo è una raccolta del gruppo musicale cileno Inti-Illimani, pubblicata nel 2001.

## Descrizione
Il disco ripercorre la loro carriera attraverso molti dei loro brani più celebri registrati dal vivo in differenti luoghi e tempi. Si va da registrazioni live del 1972 a concerti del 2001. Gran parte di questi brani sono in versioni inedite, fanno eccezione le tracce 6 e 8 del secondo disco (già presenti nel disco Conciertos Italia '92), la traccia 19 del primo disco e le tracce 2, 9 e 12 del secondo disco (provenienti da En vivo en el Monumental) e la dodicesima traccia del primo (estratta da Sing to Me the Dream). 
Pubblicato dalla Warner Music Chile in doppio CD, questo disco non è mai stato stampato/distribuito in Italia.

## Tracce
Disco 1
1. Juanito Laguna remonta un barrilete – 4:29 (R. Cosentino, H. Lima Quintana)
2. Simon Bolivar – 2:53 (R. Lena)
3. Inti-Illimani – 2:08 (Horacio Salinas)
4. La petenera (tradizionale messicano) – 3:03
5. Quiaqueñita (tradizionale argentino) – 2:39
6. Charagua – 3:07 (Víctor Jara)
7. Corazon maldito – 3:04 (Violeta Parra)
8. La exilada del sur – 3:33 (Violeta Parra, Patricio Manns)
9. Tatati – 3:31 (Horacio Salinas)
10. Lo que mas quiero – 3:13 (Violeta Parra, Isabel Parra)
11. Run run se fue pa'l norte – 4:29 (Violeta Parra)
12. Tinku (tradizionale boliviano) – 3:11
13. Mis llamitas – 3:00 (E. Cavour)
14. Alturas – 3:13 (Horacio Salinas)
15. El aparecido – 3:36 (Víctor Jara)
16. El pueblo unido jamas serà vencido – 4:36 (Sergio Ortega, Quilapayún)
17. Chiloé – 3:44 (Horacio Salinas)
18. Arriba quemando el sol – 4:47 (Violeta Parra)
19. Señora chichera (tradizionale boliviano) – 3:55
20. America novia mia – 3:51 (Patricio Manns)
21. Sensemaya, canto para matar una culebra – 3:38 (N. Guillen, Horacio Salinas)

Durata totale: 73:40
Disco 2
1. Samba landò – 4:56 (Patricio Manns, José Seves, Horacio Salinas)
2. El mercado de Testaccio – 4:15 (Horacio Salinas)
3. La fiesta de la Tirana (tradizionale dell'altipiano andino) – 3:12
4. San Juanito – 2:14 (G. Favre)
5. Mi chiquita/Carnaval – 7:15 (N. Guillen, Horacio Salinas)
6. Candidos – 4:14 (E. Llona, José Seves)
7. En libertad – 3:26 (M. Garrido-Moya)
8. El guarapo y la melcocha (tradizionale cubano) – 4:56
9. Mulata – 4:50 (N. Guillen, Horacio Salinas)
10. Medianoche – 4:19 (Patricio Manns, Horacio Salinas)
11. Maria Canela – 2:20 (Horacio Salinas)
12. Arriesgaré la piel – 4:54 (Patricio Manns, Horacio Salinas)
13. Kalimba – 6:44 (Horacio Salinas)
14. Takakoma (tradizionale peruviano) – 5:13
15. La fiesta eres tu – 4:48 (Patricio Manns, Horacio Salinas)
16. Negra presuntuosa – 4:15 (A. Soto)

Durata totale: 71:51

## Registrazione
- Teatro Gran Palace, Santiago del Cile, Cile nel 1972 – traccia 3
- Folk Festival, Washington, USA, 22 ottobre 1974 – tracce 2, 5, 13, 14
- Teatro D'Orsay, Parigi, Francia, 15 settembre 1975 – tracce 17, 18
- Berkeley, California, USA, maggio 1984 – traccia 12
- Italia, agosto 1992 – tracce 6, 8
- Teatro Monumental, Santiago del Cile, Cile, 4 giugno 1996 – tracce 19, 23, 30, 33
- Stadio Victor Jara, Santiago del Cile, Cile, 4 settembre 1999 – tracce 16, 25, 31, 36
- Teatro Municipal, Santiago del Cile, Cile, 11 giugno 2000 – tracce 20, 21, 24
- Quinta Vergara, Viña del Mar, Cile, 9 dicembre 2000 – tracce 1, 4, 6, 7, 8, 9, 10, 15, 26, 32, 35, 37
- Teatro Providencia, Santiago del Cile, Cile, 31 marzo 2001 – tracce 11, 22, 28, 34

## Crediti

### Formazione
- Horacio Salinas – Teatro Gran Palace; Folk Festival; Teatro D'Orsay; Berkeley; Italia; Teatro Monumental; Stadio Victor Jara; Teatro Municipal; Quinta Vergara; Teatro Providencia
- Jorge Coulón – Teatro Gran Palace; Folk Festival; Teatro D'Orsay; Berkeley; Italia; Teatro Monumental; Stadio Victor Jara; Teatro Municipal; Quinta Vergara; Teatro Providencia
- Horacio Durán – Teatro Gran Palace; Folk Festival; Teatro D'Orsay; Berkeley; Italia; Teatro Monumental; Stadio Victor Jara; Teatro Municipal; Quinta Vergara; Teatro Providencia
- Max Berrú – Teatro Gran Palace; Folk Festival; Teatro D'Orsay; Berkeley; Italia; Teatro Monumental; Stadio Victor Jara; Quinta Vergara
- José Seves – Teatro Gran Palace; Folk Festival; Teatro D'Orsay; Berkeley; Italia; Teatro Monumental; Stadio Victor Jara; Quinta Vergara; Teatro Providencia
- Ernesto Pérez De Arce – Teatro Gran Palace; Italia; Quinta Vergara
- Josè Miguel Camus – Folk Festival; Teatro D'Orsay
- Marcelo Coulon –  Berkeley; Italia; Teatro Monumental; Stadio Victor Jara; Teatro Municipal; Quinta Vergara
- Jorge Ball – Berkeley; Teatro Municipal
- Renato Freyggang – Italia
- Efren Viera – Italia; Teatro Monumental; Stadio Victor Jara; Teatro Municipal; Quinta Vergara; Teatro Providencia
- Pedro Villagra – Teatro Monumental
- Daniel Cantillana – Italia; Stadio Victor Jara; Teatro Municipal; Quinta Vergara; Teatro Providencia

### Ospiti
- Homero Altamirano – Italia; Quinta Vergara
- Fernando Julio – Quinta Vergara; Viña del Mar; Teatro Providencia
- Gonzalo Prieto – Stadio Victor Jara
- Cristian Muñoz – Stadio Victor Jara
- Orquesta Filarmonica de Santiago diretta da Santiago Meza – Teatro Municipal
- Angel Parra Trio (Ángel Parra, Roberto Lindl, Moncho Pérez, Camilo Salinas, Raúl Morales) – Teatro Providencia

### Collaboratori
- Antonio Larrea – foto di copertina
- Carlos Fonseca – grafica